# Giant for a Day
Giant for a Day (джаинт фор э дэй, в переводе с англ. — «гигант на один день») — одиннадцатый, предпоследний альбом британской рок-группы Gentle Giant, выпущенный лейблом Chrysalis Records в 1978 году.

## Список композиций
Все композиции сочинены Кери Минниаром, Дереком Шульманом, Реем Шульманом и Джоном Уэзерсом.
1. Words From The Wise — 4:11
2. Thank You — 4:45
3. Giant For A Day — 3:48
4. Spooky Boogie — 2:52
5. Take Me — 3:34
6. Little Brown Bag — 3:24
7. Friends — 1:58
8. No Stranger — 2:28
9. It’s Only Goodbye — 4:15
10. Rock Climber — 3:52

## Участники записи
- Гэри Грин — электрогитара, акустическая гитара, двенадцатиструнная гитара
- Кери Минниар — клавишные
- Дерек Шульман — вокал, альт-саксофон
- Рей Шульман — бас-гитара
- Джон Уэзерс — барабаны, перкуссия